# سمنر ريدستون
سمنر موراي ريدستون (بالإنجليزية: Sumner Murray Redstone) ‏(27 مايو 1923-11 أغسطس 2020) رجل أعمال أمريكي وقطب إعلامي. كان صاحب الأغلبية ورئيس مجلس إدارة سلسلة مسرح ناشيونال أميوزمينت، الذي من خلاله كان ريدستون وعائلته من المساهمين الذين لهم حق التصويت في شركة فاياكوم سي بي إس (وهي نفسها الشركة الأم لشبكة سي بي إس وإم تي في وتي في لاند وفيدكون وقناة سميثسونيان، واستديوهات تلفزيون سي بي سي، وسي بي سي برودكشن، وشو تايم نتورك ونيكلوديون وباراماونت نتورك وتلفزيون بيغ تكت، وشبكات فاياكوم سي بي إس الإعلامية المحلية وشبكات فاياكوم سي بي إس الإعلامية الدولية وكوميدي سنترال وباراماونت بيكتشرز وميرماكس ومحطات التلفزيون CBS وشبكة تن وموزع التلفزيون CBS Television Distribution). اعتبارًا من سبتمبر 2015، وفقًا لـ فوربس، كانت ثروته 5 مليارات دولار أمريكي.
كان ريدستون، بصفته الرئيس التنفيذي لكل من شركتي Viacom Inc VIA.O وCBS Corp CBS.N، يسيطر على الشركتين من خلال شركة ناشيونان أميوزمنت الخاصة. ولكن في أوائل التسعينيات من عمره، أدت حالته الصحية إلى تنحيه في فبراير عام 2016 عن منصب الرئيس التنفيذي لكلا الشركتين، بحسب CNBC.